# 鷺田村 (香川県)
鷺田村（さぎたむら）は、香川県香川郡にあった村。1940年に高松市へ編入合併され消滅した。

## 歴史
高松城を築城した生駒氏によって、地区の中心に琴平街道が通された。
高松城築城以前、香東川の本流が流れていたことから、至る所で澄んだ涌き水に恵まれ、昔から製紙業が盛んである。
行政区域としては1890年（明治23年）2月15日、町村制施行により坂田村、勅使村、馬場村、万蔵村、沖村が香川郡鷺田村（さぎたむら）となった。
50年後の1940年（昭和15年）2月11日には周辺自治体とともに高松市と合併し自治体としての鷺田村は消滅した。鷺田村の合併後に高松市鶴尾出張所が設置され旧村域は鶴尾地区としてその管内となったが、そのうち峰山町は本庁地区に、三条町は太田地区にそれぞれ所属することになり、現在の鶴尾地区は合併前の鷺田村の区域を維持していない。その他設定された町名は他の地区と異なり、合併前の村名やその中の大字はその多くが継承されず、分割された上で名称も変更され現在では残っていないか、区域はそのまま残っているが名称は改称されやはり現在では残っていない場合がほとんどである。その中でも唯一勅使町だけが区域・名称ともに残っていて、旧村名「鷺田」は郵便局に名前の残すのみとなった。（鶴尾#地名も参照。）
- 旧大字坂田→西ハゼ町、紙町（401番地-543番地）、松並町、西春日町、峰山町
- 旧大字勅使→勅使町
- 旧大字馬場→紙町（544番地-607番地）、田村町
- 旧大字万蔵→三条町、東ハゼ町、室新町、室町
- 旧大字沖→紙町（1番地-112番地）、上天神町

村役場は合併後、高松市鶴尾出張所として使用されたが、その後出張所は田村町へ移転し建物は解体された。敷地は駐車場となっている。

### 年表
- 1872年（明治5年） - 1883年（明治16年） - 各村に勅使小学校（勅使村）、坂田小学校（坂田村）、敬勝小学校（万蔵村）、育成小学校（沖村）、文成小学校（馬場村）が開校。
- 1886年（明治19年）11月 - 坂田小学校、敬勝小学校、育成小学校が統合され、沖村に鷺田小学校が設置される。
- 1890年（明治23年）2月15日 - 自然村である香川郡坂田村、勅使村、馬場村、万蔵村、沖村の区域を以って町村制を施行し、行政村の香川郡鷺田村成立。
  - 旧自然村の区域を継承した坂田、勅使、馬場、万蔵、沖の5大字を設置。
- 1892年（明治25年）9月1日 - 勅使小学校、鷺田小学校、文成小学校がそれぞれ勅使尋常小学校、鷺田尋常小学校、馬場尋常小学校に改名。
- 1906年（明治39年）9月1日 - 勅使尋常小学校、鷺田尋常小学校、馬場尋常小学校を統合し、鷺田尋常小学校開校（現・高松市立鶴尾小学校）。
- 1915年 - 鷺田村小学校事件発生。
- 1933年 - 高松裁判事件発生。
- 1940年（昭和15年）2月11日 - 香川郡鷺田村が高松市に合併（高松市第4次合併）。
  - 旧大字坂田の区域に西ハゼ町・紙町（一部）・松並町・西春日町・峰山町、旧大字万蔵の区域に三条町・東ハゼ町・室新町・室町、旧大字馬場の区域に紙町（一部）・田村町、旧大字沖の区域に紙町（一部）・上天神町を設置し、それ以外は旧大字の区域を継承した勅使町を設置。

高松市編入以後は「鶴尾」を参照

## 経済

### 産業
- 農業

『大日本篤農家名鑑』によれば鷺田村の篤農家は、「水口政太郎、岡仁平、田中賢太、吉村林五郎、中西小太郎、松本彦蔵、星野米吉、古市善六、星野秋次、谷本虎吉、山本喜八」などである。

## 地域

### 人口
| \| 1920年（大正9年） \| 5,991人 \| \| \| 1925年（大正14年） \| 6,688人 \| \| \| 1930年（昭和5年） \| 6,976人 \| \| \| 1935年（昭和10年） \| 7,340人 \| \| |         |  |
| 総務省統計局 / 国勢調査（1935年） |         |  |
| 1920年（大正9年） | 5,991人 |  |
| 1925年（大正14年） | 6,688人 |  |
| 1930年（昭和5年） | 6,976人 |  |
| 1935年（昭和10年） | 7,340人 |  |